# Tradescantia monosperma
Tradescantia monosperma là một loài thực vật có hoa trong họ Commelinaceae. Loài này được Brandegee miêu tả khoa học đầu tiên năm 1908.